# Alfred Heinrich
Alfred Heinrich, född 21 februari 1906 i Berlin, död 31 oktober 1975, var en tysk ishockeyspelare.
Heinrich blev olympisk bronsmedaljör i ishockey vid vinterspelen 1932 i Lake Placid.